# جان لاین
جان لاین (به انگلیسی: Jon Leyne)، خبرنگار بی‌بی‌سی در کشورهای خاورمیانه
جان لاین در سال۱۹۸۵ میلادی به بی‌بی‌سی پیوست و به عنوان خبرنگار طی سه دهه گذشته از نقاط مختلف جهان گزارش تهیه کرد.
جان لاین، تا پس از انتخابات دور پیش ریاست‌جمهوری ایران که به پیروزی محمود احمدی‌نژاد منجر شد، گزارشگر دائمی بی‌بی‌سی درتهران بود که به دستور دولت ایران مجبور به ترک این کشور شد. پس از انتخابات جنجالی ریاست جمهوری سال ۱۳۸۸ و برپایی تظاهرات در این کشور، دولت ایران به‌طور گسترده آنچه را مداخله قدرت‌های خارجی در امور داخلی خود دانست، محکوم کرد و در این میان بر بریتانیا و بی‌بی‌سی انگشت گذاشت.
جان لاین در نیویورک خبرهای سازمان ملل را پوشش داد و در دفاتر بی‌بی‌سی در واشینگتن، بغداد، کوزوو کار کرد. او طی دو سال گذشته، قیام‌های موسوم به بهار عربی را پوشش داد. او در سال ۲۰۰۱ خبرنگار بی‌بی‌سی دروزارت امور خارجه آمریکا بود و حمله به ساختمان پنتاگون در یازده سپتامبر را پوشش داد. جان لاین در سال ۲۰۰۶ گزارشگر جنگ میان حزب‌الله لبنان و ارتش اسرائیل بود.
او اوائل سال ۲۰۱۳ در دفتر قاهره کار می‌کرد اما به دلیل سردردهای شدید مجبور به ترک این دفتر شد و برای درمان به بریتانیا بازگشت. پزشکان بیماری وی را او تومور مغزی تشخیص دادند. وی به همین علت تحت مداوا قرار گرفته بود. لاین در ۲۷ ژوئیه۲۰۱۳ در ۵۵ سالگی در لندن درگذشت.

## فیلمشناخت
- Iran and the West (TV series documentary)
- 2011 Breakfast (TV series)
- 2007 BBC Four News (TV series)